# Pallavolo Padova 2011-2012
Questa voce raccoglie le informazioni riguardanti la Pallavolo Padova nelle competizioni ufficiali della stagione 2011-2012.

## Organigramma societario
Area direttiva
- Presidente: Fabio Cremonese
- Vicepresidente: Fernando Maurizio Guglielmi
- Segreteria generale: Stefania Bottaro
- Segreteria esecutiva: Samuela Schiavon
- Team manager: Sandro Camporese
- Direttore sportivo: Stefano Santuz
- Addetto agli arbitri: Mario Rengruber
- Responsabile palasport: Alessandro La Torre

Area tecnica
- Allenatore: Paolo Montagnani
- Allenatore in seconda: Simone Roscini
- Scout man: Fabio Dalla Fina
- Responsabile settore giovanile: Valerio Baldovin, Stefano Venturini
- Coordinatore settore giovanile: Monica Mezzalira

Area comunicazione
- Ufficio stampa: Alberto Sanavia
- Speaker: Stefano Ferrari

Area marketing
- Ufficio marketing: Marco Gianesello

Area sanitaria
- Medico: Paola Pavan, Davide Tietto, Eleonora Zanella
- Preparatore atletico: Marco Da Lozzo
- Fisioterapista: Francesco Florani, Mirko Pianta

## Rosa
| N° | Nome                | Ruolo | Data di nascita   | Nazionalità sportiva |
| -- | ------------------- | ----- | ----------------- | -------------------- |
| 1  | Andrea Garghella    | L     | 20 settembre 1982 | Italia               |
| 3  | Sebastian Schwarz   | S     | 2 ottobre 1985    | Germania             |
| 4  | Javier González     | P     | 21 gennaio 1983   | Cuba                 |
| 5  | Simone Tiberti      | P     | 13 settembre 1980 | Italia               |
| 6  | Manuele Cricca      | C     | 7 gennaio 1981    | Italia               |
| 7  | Yū Koshikawa        | S     | 30 giugno 1984    | Giappone             |
| 8  | Stefano Giannotti   | O     | 14 maggio 1989    | Italia               |
| 9  | Mattia Rosso        | S     | 28 maggio 1985    | Italia               |
| 10 | Francesco De Marchi | S     | 17 giugno 1986    | Italia               |
| 11 | Vencislav Simeonov  | O     | 3 febbraio 1977   | Italia               |
| 12 | Andrew Hein         | C     | 1º luglio 1984    | Stati Uniti          |
| 13 | Andrea Semenzato    | C     | 12 settembre 1981 | Italia               |
| 14 | Luka Šuljagić       | C     | 8 marzo 1986      | Montenegro           |
| 15 | Marco Zingaro       | L     | 9 aprile 1982     | Italia               |